# عبد الرحمن محمد الرفاعي
عبد الرحمن بن محمد يحيى الرفاعي، (1371 هـ = 1952 م) هو أديب، وناقد، ومؤلف، وباحث، ومحاضر، في مختلف المحاقل الثقافية، في موضوعات اللغة العربية، والتربية، والتاريخ، خاصة :  التاريخ اللغوي في المؤتمرات المتخصصة داخل المملكة العربية السعودية وخارجها. 
ولد في مدينة أبو عريش بمنطقة جيزان ونشأ وترعرع في مدينة جيزان وبها بدأ مشواره التعليمي الحافل بالعطاء

## ولادته ونشأته
ولد الدكتور عبد الرحمن في مدينة أبو عريش من منطقة جيزان في سنة 1371 هـ الموافق ل 1952 للميلاد وأنتقل لمدينة جيزان وبدأ منها مشواره التعليمي فدرس بها المرحلة الابتدائية والمتوسطة والثانوية ثم أنتقل للدراسة الجامعية بمدينة الرياض

## تعليمه
درس المرحلة الابتدائية بمدرسة السعودية بجيزان وحصل على المرحلة الابتدائية في سنة 1385 هـ - 1386 هـ
والتحق بالمعهد العلمي بمدينة جيزان وتخرج منه حاملا الشهادة الثانوية في عام 1390 هـ - 1391 هـ
ثم التحق بجامعة الإمام محمد بن سعود بالرياض كلية اللغة العربية وحصل على البكالوريوس في اللغة العربية عام 1394 هـ - 1395 هـ
ثم التحق بجامعة الملك عبد العزيز بجدة لإكمال الدراسات العليا وحصل على الدبلوم العالي تخصص وثائق تاريخية ومكتبات في عام 1397 هـ - 1398 هـ
ولظروفه الخاصة لم يتمكن من اكمال دراساته العليا ثم حصل على الدكتوراة الفخرية من الجامعة العربية عام 2004 م-2005 م قام بتكريمه الأمين العام للجامعة العربية الدكتور عمرو موسى
وحصل على دورات تربوية ـ دبلومات متعددة ـ في نفس التخصص الأصلي اللغة العربية في عدة أعوام.

## الخبرة العلمية والعملية
1. معلماً للغة العربية بالمرحلة الثانوية ـ ثانوية معاذ بن جبل بجيزان ـ من 1395هـ إلى 1396هـ.
2. معلماً للغة العربية بالمرحلة الثانوية ـ ثانوية مدائن الفهد بجدة ـ من 1396هـ إلى 1398هـ.
3. معلماُ للغة العربية بالمرحلة الثانوية ـ ثانوية معاذ بن جبل بجيزان ـ من 1399هـ إلى 1429هـ .
4. مستشاراً ثقافياً لمجلة مرافئ التي تصدر عن نادي جيزان الأدبي من 1417هـ إلى 1427هـ.
5. كلف من قبل أمير منطقة جيزان الأمير محمد بن ناصر بن عبد العزيز أميناً لموسوعة الأمير محمد بن ناصر بن عبد العزيز التاريخية لمنطقة جيزان من 1426هـ إلى 1427هـ.
6. رئيس تحرير مجلة أصوات التي تصدر عن نادي جيزان الأدبي

## العضويات الثقافية
- عضواً بمجلس إدارة نادي جيزان الأدبي من 1400هـ إلى 1427 هـ.

- عضواً باللجنة العلمية لمجلة صحة جيزان. ومستشاراً ثقافياً بالإدارة العامة لصحة منطقة جيزان من 1424هـ إلى 1427هـ.

- عضـواً ومستشاراً ثقافياً بجمعية التراث والثـقـافـة والـفـنـون بمنطقة جيزان مـن 1423هـ إلى الآن.

- عضواً بمجلس إدارة جمعية لسان العرب بجامعة الدول العربية بالقاهرة من 2005 م إلى الآن.

- عضواً عاملاً برابطة الأدب الإسلامي العالمية بالمكتب الإقليمي لها بالرياض من 2004 م إلى 2009م .

- عضواً بجمعية حماة اللغة العربية بالقاهرة من 2005م إلى الآن.

- عضواً باللجنة الإعلامية العليا بإمارة منطقة جيزان من 1426هـ إلى الآن .

- عضواً بمركز الملك عبد العزيز للحوار الوطن.

- عضواً بمجلس مدينة الثقافة والعلوم بجامعة 6 أكتوبر بالقاهرة.

- عضواً بجمعية تراث الشيخ ابن عربي بجامعة أكسفورد وباريس ودمشق

- عضواً بمجمع اللغة العربية بالقاهرة.

## مؤلفاته وبحوثه ودراساته
1- الحميني الحلقة المفقودة في امتداد عربية الموشح الأندلسي كتاب
2- فن الدانة الفرسانية الابن البكر لفن الدان الحضرمي.	 دراسة أدبية
3- الدان الحضرمي الحلقة المفقودة التي أنطلق منها الحميني.	 دراسة أدبية
4- من فنون جيزان الشعبية.	 كتاب
5- شعر الردود الجيزانية وفن التوشيح.	 دراسة أدبية
6- جناية شعر المعلقات على الشعر العربي 	 بحث
7- العلاقة بين فن الدلع التهامي والقبائل العربية التي سكنت بلاد المغرب والأندلس قديماً.	 بحث
8- قبائل السكون رحلت من منطقة جيزان قديماً واستقر الكثير منهم بمصر.	 بحث
9- سليمان- ـ بين حقائق التلفزة وعلم التقنية.	 كتاب
10-آدم ـ ـ وعلوم الاستنساخ. 	 كتاب
11-طينة نبي الله عيسى ـ ـ بين الإثبات البشري ونفي التأليه.	 كتاب
12-الجن بين إشارات القرآن الكريم وعلم الفيزياء.	 كتاب
13-القلب وعجب الذنب بين مفهوم الإعجاز وفهم علماء وظائف الأعضاء والطب قديماً وحديثاً.	 كتاب
14-السحر بين الأدلة القرآنية وعلم الكيمياء.	 بحث علمي ديني
15-العين بين براهين القرآن وعلم الفيزياء.	 بحث علمي ديني
16-الإعجاز العلمي في القرآن بين مفهوم التخصيص والتعميم.	 بحث
17-الإسراء والمعراج فتح علمي وعظة.	 كتاب
18-تراث الفكر الإسلامي بين عظمة الإبداع ونهب الخصوم في موضوع الطاقة {ابن عربي نموذجاً }	 بحث فكري
19-رحلات الحضارات الإنسانية من جنوب جزيرة العرب إلى شمالها وخارجها.	 دراسة تاريخية
20-جدة والكنعانيون بفرسان.	 كتاب
21-مدن صبيا وضمد وأبوعريش وبيش بين واقع التاريخ وحقيقة النقوش. 	 بحث
22-المفقود من تاريخ جيزان الصحي (الجزء الأول).	 كتاب
23-تحقيق ودراسة لمخطوط التبر المسبوك في تاريخ ملوك المخلاف السليماني 
{ منطقة جيزان حالياً } للمؤرخ عمر بن أحمد صالح الهاشمي ـ تعالى ـ.	 كتاب
24-وأخيراً وجدت السنوسي دراسة أدبية نقدية لديوان نفحات الجنوب للشاعر محمد بن علي السنوسي ـ تعالى ـ. دراسة نقدية
25-جيزان وجازان بنين الحقيقة والتحقيق.	 بحث
26-الأبراج الفلكية بين عالم الواقع العلمي وعالم الأسطورة.	 دراسة / فكرية علمية
27-وكالة الأنباء بين خطأ الدلالة وحقيقة التسمية.	 كتاب
28-مهرجان التراث والثقافة بين الأصالة اللغوية ومفهوم التطور الدلالي 	 دراسة لغوية / تعريب
29-الآطام بين خصوصية الدلالة وأصالة المولد.	 دراسة لغوية
30-تحقيق ودراسة لديوان { فجر النهضة } للشاعر أحمد صالح بابقي ـ تعالى ـ من التشطير.	 كتاب
31-التوحد اللغوي وأثره على إنتاج المعرفة اللغوية.	 دراسة لغوية
32-الشعر الحر بين الأصالة العربية والتغريب الأعمى.	 دراسة أدبية
33-الإرهاب بين مفهوم المدلول اللغوي وفهم النص القرآني.	 دراسة علمية دينية
34-شعر الجناس المصري جازاني الأصل.	 دراسة أدبية
35-الفنون الشعبية بين حقيقة النشأة وأصالة المولد.	 دراسة بحثية / فنية
36-الكنعانيون معينيون من جازان.	 كتاب
37-البربر يمنيون سكنوا بلاد المغرب والأندلس.	 بحث / لغوي / تاريخي
38-الآراميون أزديون من جيزان.	 كتاب
39-الحلقة المفقودة في امتداد عربية اللهجات السامية ـ الفينيقية ـ الكنعانية ـ 
الآرامية ـ العربية ـ البابلية ـ البربرية ـ السريانية.	 كتاب
40-التعريب بين الواقع والتصور الخاطئ.	 دراسة لغوية
41-من أسرار طينة النشأتين نبي الله عيسى ــ نموذجاً ــ.	 كتاب
42-الساعة بين القيام والرسو.	 بحث
43-الموت بين السنة المطهرة وعلوم الحاسب.	 بحث علمي ديني
44-الحوثيون - القاعده - جبل الدخان
بين المثيولوجيا والسياسة	
```
بحث بعنوان
```

45-مدينة جيزان بين الصور والتاريخ.	 دراسة تاريخية
46-الحركة الاقتصادية في مدينة جيزان خلال مائة عام { آل الطبيقي نموذجاً }	 دراسة تاريخية
47-الإرهاب بين مفهوم النص القرآني ودلالات اللغة.	 دراسة فكرية

## الجوائز التي حصل عليها وتكريمه محليا (داخل المملكة العربية السعودية)
- شهادة شكر وتقدير من خادم الحرمين الشريفين الملك فهد بن عبد العزيز تقديراً منه على كتاب الحميني(1402هـ).

- شهادة تقدير من الرئيس العام لرعاية الشباب بالرياض الأمير فيصل بن فهد بن عبد العزيز تقديراً منه على كتاب الحميني (1403هـ).

- جائزة كلية المعلمين بجازان جامعة جازان درع التميز وشهادة تقدير (2005م).

- جائزة الأمير سلمان بن عبد العزيز لتاريخ الجزيرة العربية... دارة الملك عبد العزيز للتاريخ والوثائق... مبلغ مالي وشهادة تقدير (2007م).

- كرم بدرع تميز وشهادة تقدير من قبل الأمير محمد بن ناصر بن عبد العزيز آل سعود ـ أمير منطقة جيزان ـ بعد عودته من تكريم جامعة الدول العربية بالقاهرة (2005م).

- كرم من قبل نادي أبها الأدبي بدرع التميز وشهادة تقدير (2006م).

- كرم من قبل بلدية أبو عريش وجمعية الثقافة والفنون بجيزان بدروع وشهادات تقدير (2006م).

- جائزة الرفاعي للترجمة أعلنها المعهد العالي للثقافة والعلوم والترجمة باسم الرفاعي تقديراً منه للجهود الكثيرة التي شارك بها ببحوث متعددة في قضايا التعريب في مؤتمرات علمية متعددة في جمعيات وجامعات مصرية عديدة جامعة 6 أكتوبر في 20 مارس 2007م.

- كرم من قبل نادي جيزان الأدبي بدرع التميز وشهادة تقدير (2007م).

- كرم من قبل أسرة آل الرفاعي بأبي عريش بدروع وشهادات تقدير (2007م).

- كرم من قبل جامعة جيزان بدرع التميز وشهادة تقدير (1430هـ).

## الجوائز التي رشح لها وتكريمه على مستوى الخليج العربي
- رشح لجائزة العويس الثقافية بدولة الإمارات العربية (1411هـ).

- رشح لجائزة مجلس التعاون الخليجي للتربية والعلوم الأمانة العامة لمجلس التعاون الخليجي (1412هـ).

- شهادة تقدير حاكم الشارقة دولة الإمارات العربية (1420 هـ).

- رشح لجائزة مؤسسة الكويت للإبداع العلمي (2007م) (2008م).

## الجوائز التي حصل عليها وتكريمه على مستوى الدول العربية
- أختير من ضمن أفضل عشرة علماء في اللغة العربية وآدابها على مستوى العالمين العربي والإسلامي من قبل جامعة الدول العربية بالقاهرة وكان التكريم على يد الأمين العام لجامعة الدول العربية الأستاذ عمرو موسى، شهادة ودروع أثناء مؤتمر جمعية لسان العرب بالقاهرة (2005م).

- جائزة مدينة الثقافة والعلوم والترجمة بجامعة 6 أكتوبر درع التميز وشهادة تقدير (2006م).

- جائزة من المعهد العالي للثقافة والعلوم والترجمة جامعة 6 أكتوبر (2006م).